# Pravotice
Pravotice es un municipio del distrito de Bánovce nad Bebravou en la región de Trenčín, Eslovaquia, con una población estimada a final del año 2024 de 369 habitantes.
Se encuentra ubicado en el centro-sur de la región, cerca del río Bebrava (cuenca hidrográfica del río Danubio) y de la frontera con la región de Nitra.

## Demografía
| Año        | 1994 | 2004     | 2014    | 2024     |
| ---------- | ---- | -------- | ------- | -------- |
| Población  | 344  | 285      | 307     | 369      |
| Diferencia |      | −17,15 % | +7,71 % | +20,19 % |

| Año        | 2023 | 2024    |
| ---------- | ---- | ------- |
| Población  | 366  | 369     |
| Diferencia |      | +0,81 % |